# Лауласмаа
Ла́уласмаа (ест. Laulasmaa küla) — село в Естонії, у волості Кейла повіту Гар'юмаа.

## Населення
Чисельність населення на 31 грудня 2011 року становила 627 осіб, з яких естонці складали 92,8 % (582 особи).

## Географія
Село розташоване на березі бухти Лагепере (Lahepere laht) Фінської затоки. Лауласмаа дослівно означає «співаюча земля» (ест. laulev maa). Таку назву село отримало завдяки прибережним «співаючим піскам» (ест. laulvad liivad) бухти Лагепере.
Через село проходить автошлях 11390 (Таллінн — Раннамийза — Клооґаранна).
На березі бухти поблизу села в 1951 році була збудована навігаційна «денна мітка» — сталева вежа заввишки 44 метри (59°23′18″ пн. ш. 24°14′16″ сх. д. / 59.38833° пн. ш. 24.23778° сх. д.).

## Туризм
Перші літні дачі почали будувати в селі вже на початку 20-го століття. З 1930-х років курорт Лауласмаа став широко відомим.

## Пам'ятки природи
На північ і захід від села лежать території ландшафтного заповідника Лауласмаа (Laulasmaa MKA).

## Галерея

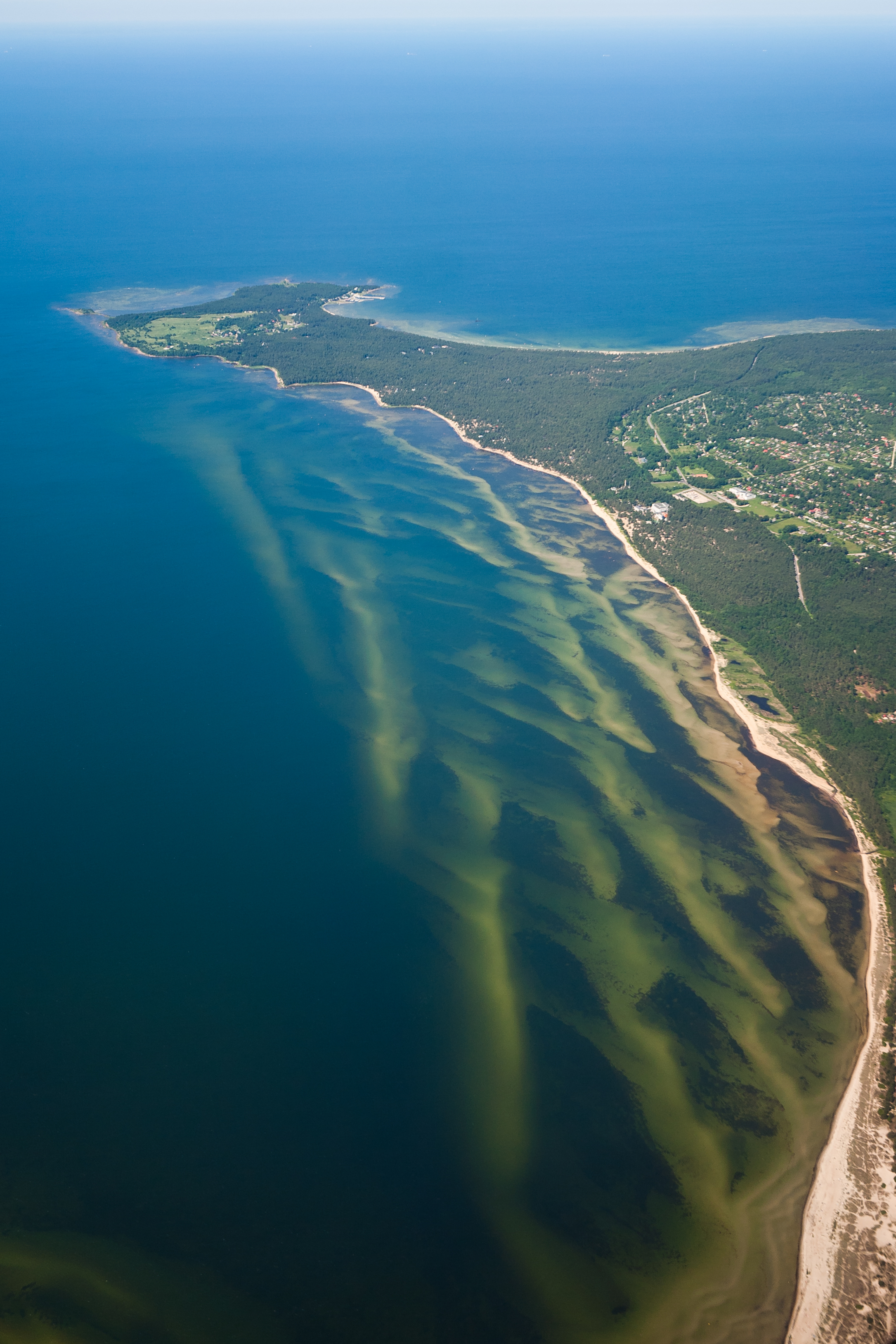
Лауласмаа на березі бухти
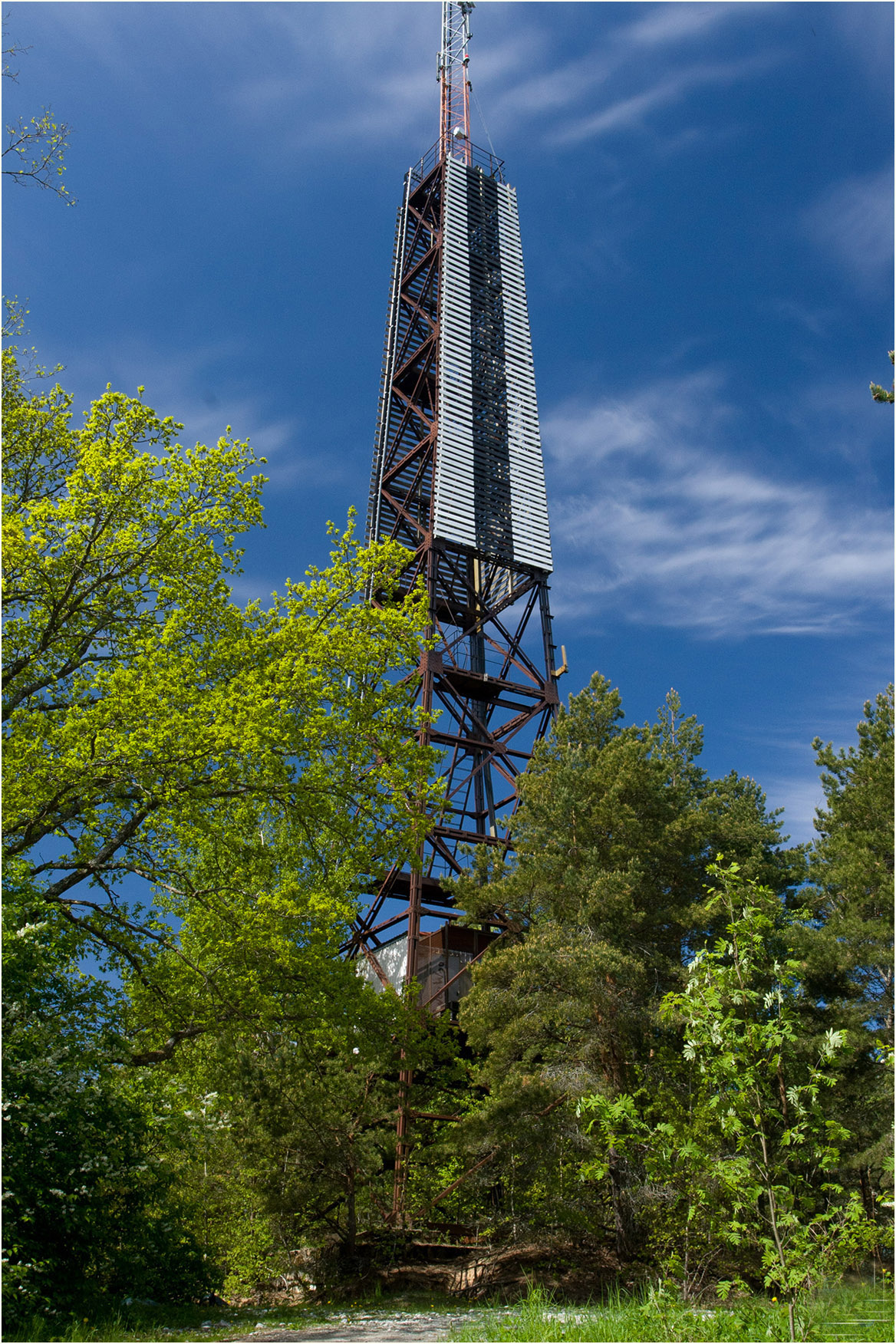
Денна мітка